# Lijst van televisieseries in het publiek domein
Dit is een lijst met televisieseries die in het publiek domein vallen, dus waarop het auteursrecht niet van toepassing is, doorgaans omdat deze is verlopen en niet is verlengd. Deze series zijn dus gratis en legaal te verspreiden. Het is echter ook toegestaan om ze op bijvoorbeeld dvd te verkopen. Series met een  achter hun naam bevatten verwijzingen naar dergelijke beeldbestanden.

## Overzicht
- The Morey Amsterdam Show (1948-1950)[1]
- The Perry Como Show (1948-1963)[2]
- Studio One (1948-1958)[3]
- Mama (1949-1957)[4]
- Super Circus (1949)[5]
- The George Burns & Gracie Allen Show (1950-1958)[6]
- You Bet Your Life (1950-1961)[7]
- The Jack Benny Program (1950-1965)[8]
- Tales of Tomorrow (1951-1953)[9]
- The Dinah Shore Show (1951-1956)[10]
- Dragnet (1951-1959)[11]
- The Red Skelton Show (1951-1971)[12]
- Four Star Playhouse (1952-1956)[13]
- Carsons Cellar (1953)
- Sense and Nonsense (1954)[14]
- The New Adventures of Sherlock Holmes (1954)[15]
- Colonel March of Scotland Yard (1956)[16]
- Tales of Frankenstein (1958) geflopte tv-pilot[17]
- The Secret Life of Adolf Hitler (tv-documentaire over Adolf Hitler)[18]
- One Step Behind (1959-1961)[19]
- The Jack Benny Christmas Show (1960) kerst-special[20]
- The Beverly Hillbillies (1962-1971)[21]
- NBC News special over de moord op John F. Kennedy (1963)
- The Jack Benny Hour (1965) tv-special[22]

Daarnaast zijn, om onduidelijke reden, een aantal afleveringen van het tweede seizoen van The Dick Van Dyke Show in het publieke domein terechtgekomen. Deze afleveringen worden regelmatig door Wal-Mart voor 1 of 2 dollar verkocht.
Ook enkele afleveringen van I Love Lucy zitten in publiek domein.